# Stopień Soxhleta-Henkla
Stopień Soxhleta-Henkla (°SH) – skala kwasowości mleka i innych płynnych produktów naturalnych, oparta na miareczkowaniu przy pomocy roztworu wodorotlenku sodu.
Stopień Soxhleta-Henkla odpowiada objętości w cm³ roztworu wodnego wodorotlenku sodowego o stężeniu molowym równym 0,25 mol/dm3 potrzebnego do zobojętnienia 100 cm³ analizowanego produktu.
Świeże mleko ma stopień Soxhleta-Henkla na poziomie od 6,5 do 7,5.